# Mara Zampieri
Mara Zampieri (Padua, Italia, 30 de enero de 1951) es una soprano italiana de destacada actuación en las décadas de 1970 y 1980.
Ganadora de varios premios como el Beniamino Gigli en Macerata y el Giuseppe Verdi en Parma, debutó en 1972 en Pavia.
Siguieron actuaciones en Roma, Trieste, Palermo, Nápoles, Bologna, Catania y Milán, en el Teatro alla Scala en Il Trovatore, Don Carlo, I Masnadieri, Un ballo in maschera (con Claudio Abbado) y en 1991 en La fanciulla del West con Plácido Domingo que grabó comercialmente dirigida por Lorin Maazel. En Berlín fue Lady Macbeth en Macbeth con Renato Bruson y James Morris dirigidos por Luca Ronconi y musicalmente por Giuseppe Sinopoli.
Internacionalmente cantó en la Wiener Staatsoper, la Ópera Alemana de Berlín, la Ópera de San Francisco, Hamburgo, el Teatro Nacional de Múnich, el Teatro Colón de Buenos Aires y otras plazas líricas.
Su repertorio se integra de 50 papeles, 20 de los cuales son de Verdi. Incluye heroínas del belcanto y fue la primera italiana en cantar Salomé de Richard Strauss en la ópera de Viena.
Fue nombrada Kammersängerin y "Ehrenmitglied der Wiener Staatsoper" en Viena.
Prestó su voz para la diva ficticia Ildebranda Cuffari en la película Y la nave va de Federico Fellini y para Teresa Stolz en La vida de Verdi de Castellani.